# Газовий фактор (шахти)
Газовий фактор шахт — метановиділення на 1 т добового видобутку вугілля, руди чи іншої корисної копалини, м³.
В Україні за газовим фактором встановлено 5 категорій вугільних шахт і 4 — рудних.
Вугільні шахти поділяються на категорії за рівнем відносного метановиділення на 1 т добового видобутку, м³ (тобто газовим фактором): І — до 5 м³/т; ІІ — 5—10 м³/т; ІІІ — 10—15 м³/т; Надкатегорійні — понад 15 м³/т; шахти, небезпечні за суфлярними виділеннями; Небезпечні за раптовими викидами — шахти, що розробляють пласти, небезпечні за раптовими викидами вугілля, газу, породи.
Рудні і нерудні шахти: Метан, водень на 1 м3 добового видобутку в масиві, м³ (газовий фактор): І — до 7 м³/т; ІІ — 7—14 м³/т; ІІІ — 14—21 м³/т; Надкатегорійні — понад 21 м³/т; шахти, що розробляють пласти, небезпечні за викидами і суфлярами.
За кордоном в деяких країнах (наприклад, в США) газові шахти не діляться на категорії, в інших країнах встановлені 2-3 категорії.